# Sophrops bifenestratus
Sophrops bifenestratus är en skalbaggsart som beskrevs av Gilbert John Arrow 1946. Sophrops bifenestratus ingår i släktet Sophrops och familjen Melolonthidae. Inga underarter finns listade i Catalogue of Life.